# 2012年ブラジルグランプリ
2012年ブラジルグランプリは、2012年のF1世界選手権第20戦として、2012年11月25日にインテルラゴス・サーキットで開催された。正式名称はFORMULA 1 GRANDE PRÊMIO PETROBRAS DO BRASIL 2012。

## 概要
2012年シーズン最終戦を迎えて、ドライバーズ選手権はポイントランキング首位のセバスチャン・ベッテル（レッドブル）と2位のフェルナンド・アロンソ（フェラーリ）の得点差が13ポイントとなっている。ベッテルはこのレースの結果が4位以上であれば自力でチャンピオンを決定できる。アロンソは最低でも3位以内でフィニッシュした上で、ベッテルの結果を待つことになる。両者同点の場合は優勝回数の差でベッテルがチャンピオンとなる。
ベッテル (273pt.) のタイトル獲得条件
- 1位 (298pt.) 〜4位 (285pt.) - 無条件で決定
- 5位 (283pt.) 〜7位 (279pt.) - アロンソが2位 (278pt.) 以下で決定
- 8位 (277pt.) 〜9位 (275pt.) - アロンソが3位 (275pt.) 以下で決定
- 10位 (274pt.) 以下 - アロンソが4位 (272pt.) 以下で決定

アロンソ (260pt.) のタイトル獲得条件
- 1位 (285pt.) - ベッテルが5位 (283pt.) 以下で決定
- 2位 (278pt.) - ベッテルが8位 (277pt.) 以下で決定
- 3位 (275pt.) - ベッテルが10位 (274pt.) 以下で決定

土曜日の予選と日曜日の決勝は雨の天気予報が出ていた。過去のブラジルGPでも雨によってレース展開が混乱したことがあり、チャンピオン争いへの影響が予想された。
コンストラクターズ選手権はレッドブルのチャンピオンが決定しているが、2位はフェラーリ367ポイント、マクラーレン353ポイントとなっており、逆転の可能性がある。
今季限りでの引退を表明しているミハエル・シューマッハ（メルセデス）は「2回目の引退レース」を迎えた。シューマッハは前回（2006年ブラジルGP）ほど感傷的にはならないと述べ、「自分のキャリアの終わりを噛み締めることができるだろうから、できればそれを味わいたい」と語った。

## 予選

### 予選結果
| 順位                                  | No. | ドライバー                 | チーム                        | Q1       | Q2       | Q3       | グリッド |
| ------------------------------------- | --- | -------------------------- | ----------------------------- | -------- | -------- | -------- | -------- |
| 1                                     | 4   | ルイス・ハミルトン         | マクラーレン-メルセデス       | 1:15.075 | 1:13.398 | 1:12.458 | 1        |
| 2                                     | 3   | ジェンソン・バトン         | マクラーレン-メルセデス       | 1:15.456 | 1:13.515 | 1:12.513 | 2        |
| 3                                     | 2   | マーク・ウェバー           | レッドブル-ルノー             | 1:16.180 | 1:13.667 | 1:12.581 | 3        |
| 4                                     | 1   | セバスチャン・ベッテル     | レッドブル-ルノー             | 1:15.644 | 1:13.209 | 1:12.760 | 4        |
| 5                                     | 6   | フェリペ・マッサ           | フェラーリ                    | 1:16.263 | 1:14.048 | 1:12.987 | 5        |
| 6                                     | 12  | ニコ・ヒュルケンベルグ     | フォースインディア-メルセデス | 1:15.536 | 1:13.704 | 1:13.206 | 6        |
| 7                                     | 5   | フェルナンド・アロンソ     | フェラーリ                    | 1:16.097 | 1:13.856 | 1:13.253 | 7        |
| 8                                     | 9   | キミ・ライコネン           | ロータス-ルノー               | 1:16.432 | 1:13.698 | 1:13.298 | 8        |
| 9                                     | 8   | ニコ・ロズベルグ           | メルセデス                    | 1:15.929 | 1:13.848 | 1:13.489 | 9        |
| 10                                    | 11  | ポール・ディ・レスタ       | フォースインディア-メルセデス | 1:15.901 | 1:14.121 |          | 10       |
| 11                                    | 19  | ブルーノ・セナ             | ウィリアムズ-ルノー           | 1:15.333 | 1:14.219 |          | 11       |
| 12                                    | 15  | セルジオ・ペレス           | ザウバー-フェラーリ           | 1:15.974 | 1:14.234 |          | 12       |
| 13                                    | 7   | ミハエル・シューマッハ     | メルセデス                    | 1:16.005 | 1:14.334 |          | 13       |
| 14                                    | 14  | 小林可夢偉                 | ザウバー-フェラーリ           | 1:16.400 | 1:14.380 |          | 14       |
| 15                                    | 16  | ダニエル・リチャルド       | トロ・ロッソ-フェラーリ       | 1:16.744 | 1:14.574 |          | 15       |
| 16                                    | 18  | パストール・マルドナド     | ウィリアムズ-ルノー           | 1:16.266 | 1:13.698 | 1:13.174 | 161      |
| 17                                    | 17  | ジャン＝エリック・ベルニュ | トロ・ロッソ-フェラーリ       | 1:16.722 | 1:14.619 |          | 17       |
| 18                                    | 10  | ロマン・グロージャン       | ロータス-ルノー               | 1:16.967 |          |          | 18       |
| 19                                    | 21  | ビタリー・ペトロフ         | ケータハム-ルノー             | 1:17.073 |          |          | 19       |
| 20                                    | 20  | ヘイキ・コバライネン       | ケータハム-ルノー             | 1:17.086 |          |          | 20       |
| 21                                    | 24  | ティモ・グロック           | マルシャ-コスワース           | 1:17.508 |          |          | 21       |
| 22                                    | 25  | シャルル・ピック           | マルシャ-コスワース           | 1:18.104 |          |          | 22       |
| 23                                    | 23  | ナレイン・カーティケヤン   | HRT-コスワース                | 1:19.576 |          |          | 23       |
| 24                                    | 22  | ペドロ・デ・ラ・ロサ       | HRT-コスワース                | 1:19.699 |          |          | 24       |
| 予選通過タイム: 1:20.330 (107%ルール) |     |                            |                               |          |          |          |          |
| ソース:                               |     |                            |                               |          |          |          |          |

- ^1 — マルドナドは予選Q2後に計量を受けなかったことで戒告処分を受け、今季累積3回目となったため10グリッド降格[5]

## 決勝

### 展開

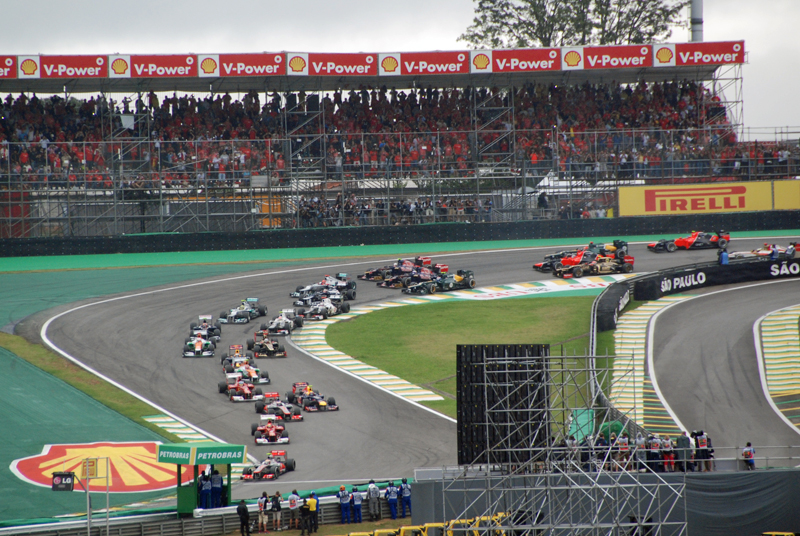
スタート直後の1・2コーナー

スタート前の気温は19度、路面温度は24度。ぽつぽつと雨が落ちているが、路面を濡らすほどではなく、全車ドライ用のスリックタイヤを装着している。シューマッハは"Thank You"と書かれた旗を持ってコースを1周してからダミーグリッドに付いた。
スタートではフェラーリの2台が好スタートを切り、マッサが2位、アロンソが5位に浮上した。ベッテルは7位に後退し、4コーナーでセナと接触してスピン。ベッテルのマシンはコース中央で後ろ向きになるが、辛くも後続車との接触は避けられた。セナははずみでペレスに追突し両者リタイアとなった。ベッテルはボディの左エキゾースト周りにダメージを受けたが、その後は最後尾からハイペースでポジションを回復した。
2周目のホームストレートでマッサとウェバーのバトルの間隙を突いてアロンソが3位へ浮上。3周目時点で、上位はハミルトン、バトン、アロンソ、ヒュルケンベルグ、ウェバー、マッサ、ディ・レスタ、ライコネンとなる。コース上は雨で滑りやすくなっており、6周目にはアロンソが1コーナーでオーバーランし、ヒュルケンベルグが3位に浮上。7周目には1コーナーでウェバーが小林と接触してスピンし、11コーナーでグロージャンがクラッシュしてリタイアした。8周目にはバトンがハミルトンを抜いてトップに立った。
10周目を過ぎると各車ピットインして浅溝のレインタイヤ（インターミディエイト）へ交換したが、その後は雨が小降りになり、再びスリックへ交換する羽目になる。この間スリックで走り続けたバトンとヒュルケンベルグの2台が大きく先行し、19周目にはヒュルケンベルグがバトンをかわしてトップに浮上した。
23周目、コース上にちらばる破片を撤去するためセーフティカーが導入され、上位2台と後続の間に開いていた46秒のギャップは帳消しになった。この時点の順位はヒュルケンベルグ、バトン、ハミルトン、アロンソ、ベッテル、小林、ウェバー、ディ・レスタとなった。29周目終わりにリスタートとなり、小林がベッテルを抜いてアロンソとバトルを展開。さらにマッサが目覚しいペースで5位までポジションを上げた。10位のシューマッハとライコネンは1コーナーで2006年を再現するような接近戦を演じた。

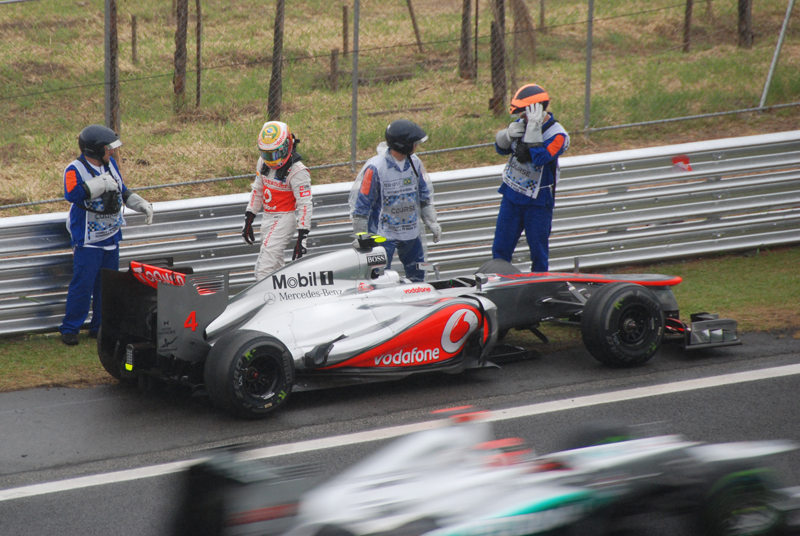
リタイアしたハミルトン

ハミルトンは31周目にバトンを抜き、49周目にはヒュルケンベルグもかわしてトップに浮上した。ヒュルケンベルグは55周目の1コーナーでトップ再浮上を狙ったが、マシンを滑らせてハミルトンに激突。ハミルトンはフロントサスペンションが壊れ、マクラーレンでの最後のレースをリタイアで終えた。ヒュルケンベルグはドライブスルーペナルティを科されて後退し、バトンが独走状態となる。
雨はいよいよ本降りとなり、全車インターミディエイトへ交換するが、ベッテルは無線の不調でピットにタイヤが準備されておらず順位を下げた。62周目にマッサがポジションを譲り、アロンソが2位に浮上。ベッテルもシューマッハに先を譲られ6位を確保した。この順位ではベッテルのチャンピオンが決まるが、バトンに何事か起きてアロンソがトップに立つようなことがあれば逆転の可能性が生じる。
残り2周、ホームストレートへ向かう上り区間でディ・レスタがクラッシュ。破片が散乱したためセーフティカーが再出動し、その時点で隊列の順位は確定した。セーフティカー先導により71周のチェッカーを受け、バトンが今季3勝目を達成。6位でフィニッシュしたベッテルが3年連続3回目のドライバーズチャンピオンを獲得した。個人3連覇はシューマッハ（2000年-2004年まで5連覇）とファン・マヌエル・ファンジオ（1954年-1957年まで4連覇）に続く快挙となった。
コンストラクターズ順位はフェラーリ2位、マクラーレン3位が確定。また、ペトロフが11位でフィニッシュしたため、ケータハムがマルシアを抜いてコンコルド協定の分配金を得られる10位に滑り込んだ。ケータハム・グループのマイク・ガスコインによれば、ペトロフの順位には700万ポンドの価値があったという。

### 結果
| 順位    | No. | ドライバー                 | チーム                        | 周回数 | タイム / リタイア | グリッド | ポイント |
| ------- | --- | -------------------------- | ----------------------------- | ------ | ----------------- | -------- | -------- |
| 1       | 3   | ジェンソン・バトン         | マクラーレン-メルセデス       | 71     | 1:45:22.656       | 2        | 25       |
| 2       | 5   | フェルナンド・アロンソ     | フェラーリ                    | 71     | +2.734            | 7        | 18       |
| 3       | 6   | フェリペ・マッサ           | フェラーリ                    | 71     | +3.615            | 5        | 15       |
| 4       | 2   | マーク・ウェバー           | レッドブル-ルノー             | 71     | +4.936            | 3        | 12       |
| 5       | 12  | ニコ・ヒュルケンベルグ     | フォースインディア-メルセデス | 71     | +5.708            | 6        | 10       |
| 6       | 1   | セバスチャン・ベッテル     | レッドブル-ルノー             | 71     | +9.453            | 4        | 8        |
| 7       | 7   | ミハエル・シューマッハ     | メルセデス                    | 71     | +11.907           | 13       | 6        |
| 8       | 17  | ジャン＝エリック・ベルニュ | トロ・ロッソ-フェラーリ       | 71     | +28.653           | 17       | 4        |
| 9       | 14  | 小林可夢偉                 | ザウバー-フェラーリ           | 71     | +31.250           | 14       | 2        |
| 10      | 9   | キミ・ライコネン           | ロータス-ルノー               | 70     | +1 Lap            | 8        | 1        |
| 11      | 21  | ビタリー・ペトロフ         | ケータハム-ルノー             | 70     | +1 Lap            | 19       |          |
| 12      | 25  | シャルル・ピック           | マルシャ-コスワース           | 70     | +1 Lap            | 22       |          |
| 13      | 16  | ダニエル・リチャルド       | トロ・ロッソ-フェラーリ       | 70     | +1 Lap            | 15       |          |
| 14      | 20  | ヘイキ・コバライネン       | ケータハム-ルノー             | 70     | +1 Lap            | 20       |          |
| 15      | 8   | ニコ・ロズベルグ           | メルセデス                    | 70     | +1 Lap            | 9        |          |
| 16      | 24  | ティモ・グロック           | マルシャ-コスワース           | 70     | +1 Lap            | 21       |          |
| 17      | 22  | ペドロ・デ・ラ・ロサ       | HRT-コスワース                | 69     | +2 Laps           | 24       |          |
| 18      | 23  | ナレイン・カーティケヤン   | HRT-コスワース                | 69     | +2 Laps           | 23       |          |
| 19      | 11  | ポール・ディ・レスタ       | フォースインディア-メルセデス | 68     | 事故              | 10       |          |
| Ret     | 4   | ルイス・ハミルトン         | マクラーレン-メルセデス       | 54     | 接触              | 1        |          |
| Ret     | 10  | ロマン・グロージャン       | ロータス-ルノー               | 5      | 事故              | 18       |          |
| Ret     | 18  | パストール・マルドナド     | ウィリアムズ-ルノー           | 1      | 事故              | 16       |          |
| Ret     | 19  | ブルーノ・セナ             | ウィリアムズ-ルノー           | 0      | 接触              | 11       |          |
| Ret     | 15  | セルジオ・ペレス           | ザウバー-フェラーリ           | 0      | 接触              | 12       |          |
| ソース: |     |                            |                               |        |                   |          |          |

- ファステストラップ：ルイス・ハミルトン 1:18.069 (Lap 38)
- ラップリーダー：ハミルトン (LAP 1-5)、バトン (LAP 6)、ハミルトン (LAP 7)、バトン (LAP 8-17)、ヒュルケンベルグ (LAP 18-47)、ハミルトン (LAP 48-54)、バトン (LAP 55-71)

## エピソード
- レース終了後、ベッテルがレース中に黄旗追い越し禁止区間でヴェルニュを抜いたのではないかという話題が持ち上がった。これが事実だとすれば、ベッテルのフィニッシュタイムに20秒が加算されて入賞圏外へ落ち、チャンピオンがアロンソへ移動することになる。フェラーリチームはこの件について確認するため、国際自動車連盟 (FIA) に質問状を送った。FIAはベッテルが追い抜いた位置ではマーシャルポストで緑旗が振られていたとして、合法と判断した[8][9]。
- ライコネンは52周目に12コーナーでコースアウトした際、タイヤバリアの裏手にあるサポートレースのピットレーンを抜けて本コースに復帰しようとしたが、出口の門が閉まっていたためスピンターンして戻るという珍プレーを演じた。ライコネンは「2001年に同じことをしたけど、今回は誰かが門を閉めてしまっていた。来年はまた開けておいてもらえるようにするよ」とコメントした[10]。所属するロータスチームは、ライコネンがサンパウロの地図を拡げながらドライブしている合成画像をSNSへ投稿した[11]。
- ベッテルはスタートでチームメイトのウェバーに幅寄せされて順位を落とし、その後の4コーナーの接触スピンであわやチャンピオンを失いかねないピンチに陥った。このときのわだかまりが、翌年のマレーシアGPにおいてベッテルがチームオーダーを無視してウェバーを抜いて優勝した「マルチ21事件」への伏線となる[12]。